# مجموعة قتال

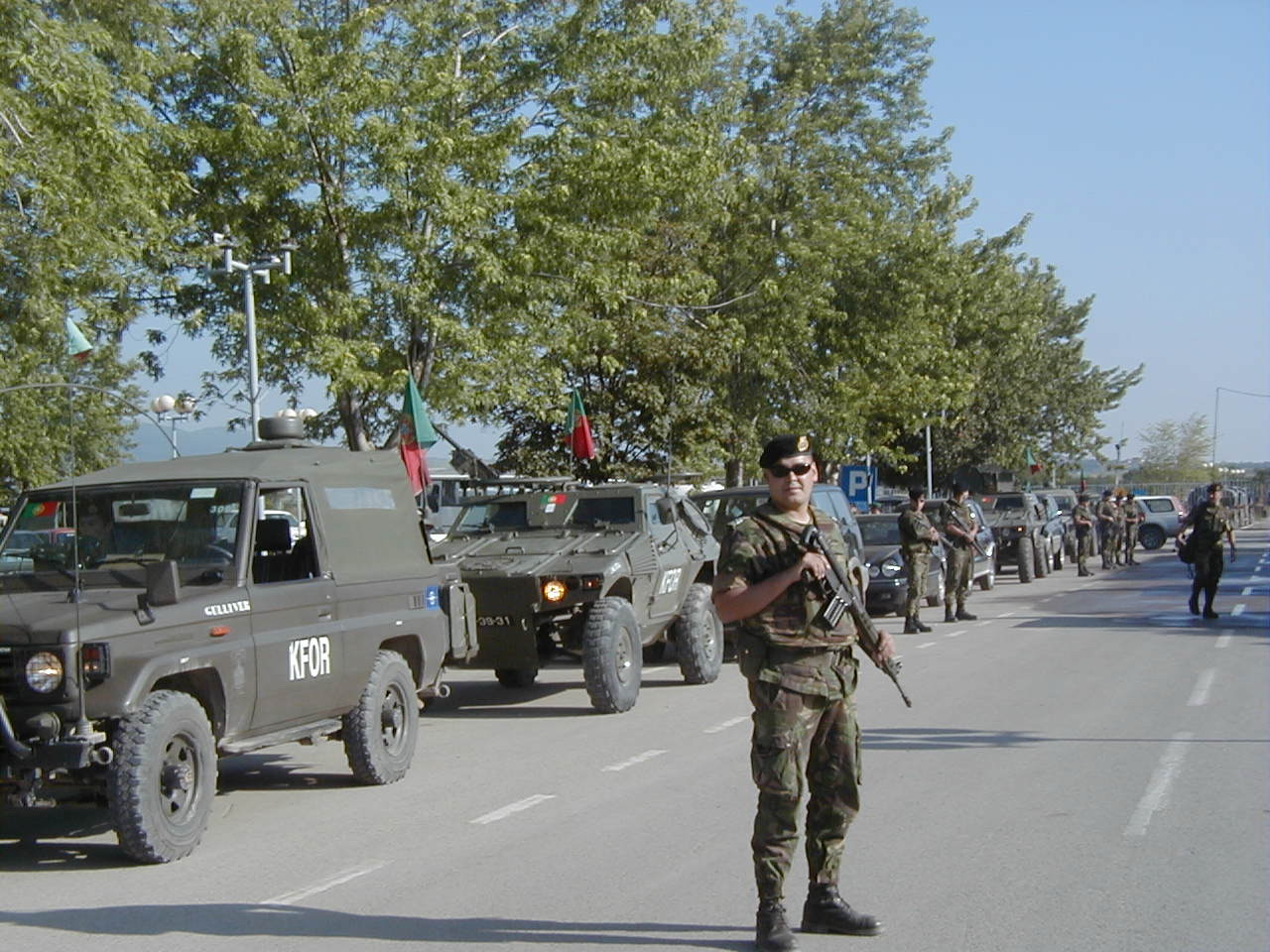

مجموعة قتال (بالإنجليزية: Battlegroup)‏ هي الوحدة الأساسية في البناء القتالي للجيوش الحديثة، يشيع استخدام مصطلح «مجموعة قتال» في المملكة المتحدة ودول الكومنولث فيما تستخدم الولايات المتحدة مصطلح «قوة الواجب» (بالإنجليزية: task force)‏.
تشكل مجموعة القتال من كتيبة مشاة أو فوج مدرع يقودة عادة ضابط برتبة مقدم، ويتم تزويد الكتيبة أو الفوج بوحدات مناسبة من عناصر المشاة والدروع والدعم الناري لتنجز المهام التي تناط بها، وتتميز مجموعات القتال بتشكيلها المرن الأمر الذي يسمح بإعادة تشكيلها بسرعة لمواجهة أي تغير بالموقف القتالي.
عادة ما تألف مجموعات القتال الهجومية من فوج مدرع من سريتي دبابات وسرية مشاة في حين تشكل مجموعات القتال الدفاعية من كتيبة مشاة تتألف من سريتي مشاة وسرية دبابات، وتتشكل وحدات الدعم في مجموعات القتاة من قوات استطلاع وقوات دفاع جوي وجماعة من الوحدات المضادة للدروع والهندسة والمدفعية.